# Exacum tetragonum
Exacum tetragonum är en gentianaväxtart som beskrevs av William Roxburgh. Exacum tetragonum ingår i släktet Exacum och familjen gentianaväxter. Inga underarter finns listade i Catalogue of Life.